# کلر تیلور
کلر تیلور (انگلیسی: Clare Taylor؛ زادهٔ ۲۲ مهٔ ۱۹۶۵) بازیکن فوتبال، و بازیکن کریکت اهل بریتانیا است.
از باشگاه‌هایی که در آن بازی کرده‌است می‌توان به باشگاه فوتبال زنان لیورپول اشاره کرد.